# 北斗龍定裕
北斗龍 定裕（ほくとりゅう さだひろ、1971年3月16日 - ）は、北海道函館市出身で北の湖部屋（引退時は山響部屋）に所属した元大相撲力士。本名は丸山 定裕（まるやま さだひろ）。身長181cm、体重121kg、血液型はO型。最高位は東三段目53枚目（1995年5月場所）。

## 人物
本人によると「生まれたのは、北海道は函館の五稜郭から車で10分ぐらいのところにある富岡町。住宅街で、相撲が盛んとか、そういうわけでもなかったね」。小学校4年ごろから身体が大きくなり始めて、野球やサッカーでは身軽な動きができないので、中学時代は柔道を行っていたが、本人いわく「特別強いわけでもなくて、在籍していたってだけだった」。郷里の先輩の北の湖がスカウトに訪れ、「大横綱が来たら断れない」と入門を決めた。
1986年3月場所初土俵で、同期生には同部屋でのちに師弟の関係となる巌雄のほか、若隼人、豊富士、嵐、山中山らがいる。1985年12月に独立した北の湖部屋の最初の力士。初めて番付表に名前が載った翌5月場所から北斗龍に改名する。4年後の1992年7月場所で三段目に昇格し、1995年5月場所で自己最高位を更新して三段目中位まで番付を上げたが、翌7月場所を最後に三段目を陥落、以降は序ノ口と序二段を往復する。1998年に稽古中に首を痛めてムチウチ症を患い、2場所ほど稽古を休んでぶっつけ本番で場所に挑んだ。それからまた稽古を始めたが再び首を痛め、小野川（元幕内・蜂矢）から「もう稽古するのやめておけ。おれが北の湖親方に言ってやるから、お前はチャンコ番をやれ」と言われて以降、部屋のチャンコ長に就任。北斗龍は引退後に「チャンコ番として相撲を続けられたのは、北の湖部屋の若い衆だったから。ほかの部屋だったら、やっていないし、ムチウチになった時点でやめていると思う。そうしなかったのは、親方の人徳、懐の深さだったんだよね……」と述べていた。2011年5月場所で栃天晃が引退してからは、同期の華吹と並んで最古参の力士となった（年齢順では華吹、1場所遅れで入門した出羽の郷についで3番目）。
ムチウチ症及び後述する糖尿病との因果関係は不明とされるが、勇み足による敗北が多く、2011年7月場所で6敗目を経験した時点で、伊勢ノ海部屋の大筑波・二子山部屋の智貴山に並ぶ1位タイの記録を残したことから、「ミスター勇み足」の異名もあった。尚、同記録は2013年5月場所に華吹に並ばれ、同年9月場所には華吹が7敗目を喫したことで更新され、2015年1月場所には九重部屋の千代青梅に、同年3月場所には高田川部屋の櫻に、それぞれ並ばれ、2017年11月場所で櫻が7敗目を喫した時点で、3位タイの記録となった。
初土俵以来無休で出場を続けていたが、40代に入ってからは糖尿病に苦しんだ。ムチウチ症で力士としての将来性がなくなって以降も稽古は手薄ながら行っていたが、稽古で左足の親指の裏に傷を作った上に消毒とテーピング程度で誤魔化したため、傷口が化膿して発熱に襲われ、結果的に右足親指が壊死し、切断を余儀なくされ、2014年3月場所後に手術を受けた。翌5月場所で入門以来28年目にして初めての休場（全休）。連続出場記録が1169でストップ（当時の現役では最高記録、幕下以下のみでは歴代最高）。7月場所も全休したため9月場所で初土俵以来の番付外転落。この場所から復帰し、43歳にして前相撲を取って2勝4敗で再出世した。これは2005年7月場所に阿武松部屋の梓弓俊作が前相撲に出場した際の30歳を大幅に更新する最高齢前相撲出場記録とされる。出羽の郷の引退で2番目の年長力士となった2015年7月場所直前には、右足中指を切断し、場所を全休。生涯で休場したのはこの3場所のみであった。
北の湖の定年退職（2018年5月場所）までは現役を続けることを目標としていたが、北の湖は理事長在任中の2015年11月場所中に死去し、果たすことはできなかった。北の湖が死去した13日目には自身の当場所の7番相撲を取り終えており、報道陣への対応に専念していた。部屋付の20代山響（元・巌雄）が師匠に昇格し、改名された「山響部屋」に引き続き所属した。
北の湖の1周忌までは続けると改めて宣言して現役を続けていたが、1周忌明け直後の、東序二段57枚目で迎えた2017年1月場所、30年以上に亘る力士生活で初めてとなる7戦全敗を喫した。本人はこれをきっかけに「気持ち的に」引退を決意したとされる。翌3月場所を4勝3敗と勝ち越して、当場所限りで引退した。なお、北斗龍の引退により、華吹が昭和時代に初土俵を踏んだ最後の現役力士となった。
部屋ではチャンコ長として料理の腕を振るっており、北の湖からは湯豆腐や冷やし中華をよくリクエストされていた。引退後は、知人が経営する福岡市内のから揚げ店で勤務。仕事の能力や接客を店主から評価されており、店主は「将来は丸ちゃんに七隈の店を任せたい」「丸ちゃんが来るんなら、店を閉め、空家賃を払ってでも手放さないでおこうと思った」と取材に答えていた。足が悪いため勤務中は座りながら作業している。

## 主な成績
- 通算成績：577勝690敗21休（186場所）
  - 通算在位186場所は史上4位

| | 一月場所 初場所（東京） | 三月場所 春場所（大阪）   | 五月場所 夏場所（東京）   | 七月場所 名古屋場所（愛知） | 九月場所 秋場所（東京） | 十一月場所 九州場所（福岡） |
| --- | ----------------------- | ------------------------- | ------------------------- | --------------------------- | ----------------------- | --------------------------- |
| 1986年 （昭和61年） | x                       | （前相撲）                | 東序ノ口31枚目 2–5        | 東序ノ口44枚目 3–4          | 東序ノ口40枚目 5–2      | 西序二段121枚目 3–4         |
| 1987年 （昭和62年） | 西序二段137枚目 3–4     | 東序ノ口7枚目 3–4         | 東序二段142枚目 4–3       | 西序二段108枚目 3–4         | 西序二段129枚目 5–2     | 西序二段81枚目 3–4          |
| 1988年 （昭和63年） | 西序二段96枚目 3–4      | 西序二段111枚目 5–2       | 東序二段74枚目 3–4        | 東序二段93枚目 4–3          | 西序二段64枚目 3–4      | 東序二段79枚目 5–2          |
| 1989年 （平成元年） | 東序二段36枚目 1–6      | 東序二段76枚目 4–3        | 西序二段48枚目 4–3        | 東序二段23枚目 1–6          | 西序二段62枚目 4–3      | 西序二段31枚目 1–6          |
| 1990年 （平成2年） | 東序二段76枚目 5–2      | 西序二段29枚目 4–3        | 東序二段3枚目 4–3         | 東三段目79枚目 2–5          | 西序二段7枚目 4–3       | 東三段目80枚目 2–5          |
| 1991年 （平成3年） | 東序二段12枚目 2–5      | 東序二段46枚目 4–3        | 西序二段21枚目 5–2        | 東三段目83枚目 3–4          | 西三段目99枚目 3–4      | 東序二段13枚目 2–5          |
| 1992年 （平成4年） | 西序二段45枚目 4–3      | 東序二段20枚目 2–5        | 西序二段54枚目 6–1        | 東三段目91枚目 3–4          | 西序二段9枚目 4–3       | 西三段目84枚目 4–3          |
| 1993年 （平成5年） | 東三段目64枚目 3–4      | 東三段目80枚目 2–5        | 西序二段6枚目 3–4         | 西序二段25枚目 4–3          | 東三段目100枚目 4–3     | 東三段目80枚目 4–3          |
| 1994年 （平成6年） | 西三段目64枚目 2–5      | 西三段目100枚目 3–4       | 西序二段18枚目 4–3        | 西三段目100枚目 4–3         | 西三段目80枚目 3–4      | 東三段目99枚目 5–2          |
| 1995年 （平成7年） | 東三段目62枚目 2–5      | 西三段目94枚目 5–2        | 東三段目53枚目 1–6        | 東三段目86枚目 3–4          | 東序二段11枚目 3–4      | 西序二段29枚目 2–5          |
| 1996年 （平成8年） | 西序二段66枚目 5–2      | 東序二段26枚目 2–5        | 東序二段66枚目 2–5        | 東序二段105枚目 5–2         | 西序二段59枚目 3–4      | 西序二段78枚目 5–2          |
| 1997年 （平成9年） | 西序二段38枚目 2–5      | 西序二段71枚目 5–2        | 東序二段33枚目 3–4        | 東序二段52枚目 3–4          | 東序二段76枚目 3–4      | 西序二段96枚目 4–3          |
| 1998年 （平成10年） | 東序二段72枚目 3–4      | 西序二段88枚目 3–4        | 東序二段111枚目 5–2       | 西序二段65枚目 5–2          | 西序二段24枚目 2–5      | 西序二段45枚目 3–4          |
| 1999年 （平成11年） | 東序二段69枚目 2–5      | 西序二段88枚目 2–5        | 西序二段125枚目 5–2       | 東序二段79枚目 2–5          | 西序二段105枚目 2–5     | 西序二段128枚目 2–5         |
| 2000年 （平成12年） | 東序ノ口5枚目 5–2       | 西序二段99枚目 2–5        | 東序二段127枚目 4–3       | 東序二段99枚目 4–3          | 東序二段73枚目 4–3      | 西序二段50枚目 1–6          |
| 2001年 （平成13年） | 東序二段94枚目 4–3      | 東序二段68枚目 2–5        | 東序二段91枚目 3–4        | 西序二段105枚目 4–3         | 西序二段82枚目 2–5      | 東序二段108枚目 4–3         |
| 2002年 （平成14年） | 西序二段90枚目 4–3      | 西序二段55枚目 1–6        | 西序二段95枚目 3–4        | 東序二段112枚目 3–4         | 東序ノ口10枚目 5–2      | 西序二段77枚目 2–5          |
| 2003年 （平成15年） | 東序二段103枚目 5–2     | 西序二段61枚目 3–4        | 東序二段81枚目 3–4        | 西序二段98枚目 4–3          | 東序二段74枚目 3–4      | 東序二段93枚目 5–2          |
| 2004年 （平成16年） | 西序二段38枚目 2–5      | 西序二段66枚目 4–3        | 東序二段47枚目 2–5        | 東序二段72枚目 3–4          | 東序二段95枚目 3–4      | 東序二段113枚目 4–3         |
| 2005年 （平成17年） | 西序二段85枚目 2–5      | 西序二段110枚目 4–3       | 西序二段78枚目 3–4        | 東序二段99枚目 3–4          | 西序二段121枚目 4–3     | 西序二段90枚目 4–3          |
| 2006年 （平成18年） | 東序二段66枚目 2–5      | 西序二段93枚目 3–4        | 東序二段112枚目 4–3       | 西序二段81枚目 4–3          | 東序二段56枚目 2–5      | 西序二段83枚目 3–4          |
| 2007年 （平成19年） | 東序二段107枚目 3–4     | 西序二段115枚目 5–2       | 東序二段69枚目 3–4        | 東序二段87枚目 3–4          | 西序二段108枚目 4–3     | 東序二段81枚目 3–4          |
| 2008年 （平成20年） | 東序二段106枚目 3–4     | 東序二段115枚目 4–3       | 東序二段84枚目 2–5        | 東序二段118枚目 3–4         | 東序ノ口2枚目 4–3       | 西序二段87枚目 3–4          |
| 2009年 （平成21年） | 東序二段107枚目 5–2     | 西序二段54枚目 2–5        | 西序二段89枚目 3–4        | 東序二段109枚目 4–3         | 東序二段76枚目 1–6      | 東序二段110枚目 5–2         |
| 2010年 （平成22年） | 西序二段57枚目 2–5      | 西序二段91枚目 4–3        | 東序二段64枚目 1–6        | 西序二段102枚目 3–4         | 東序二段118枚目 5–2     | 西序二段62枚目 2–5          |
| 2011年 （平成23年） | 西序二段97枚目 3–4      | 八百長問題 により中止     | 東序二段104枚目 2–5       | 西序二段96枚目 4–3          | 東序二段62枚目 1–6      | 東序二段95枚目 2–5          |
| 2012年 （平成24年） | 西序ノ口4枚目 4–3       | 東序二段70枚目 2–5        | 東序二段87枚目 3–4        | 東序二段96枚目 5–2          | 西序二段52枚目 1–6      | 東序二段86枚目 3–4          |
| 2013年 （平成25年） | 東序二段88枚目 4–3      | 東序二段50枚目 3–4        | 西序二段68枚目 2–5        | 東序二段92枚目 3–4          | 西序二段93枚目 3–4      | 西序ノ口筆頭 3–4            |
| 2014年 （平成26年） | 東序ノ口6枚目 4–3       | 西序二段57枚目 2–5        | 東序二段81枚目 休場 0–0–7 | 東序ノ口19枚目 休場 0–0–7   | （前相撲）              | 東序ノ口20枚目 4–3          |
| 2015年 （平成27年） | 東序二段75枚目 2–5      | 西序二段87枚目 3–4        | 西序二段88枚目 3–4        | 東序二段96枚目 休場 0–0–7   | 西序ノ口23枚目 4–3      | 東序二段81枚目 2–5          |
| 2016年 （平成28年） | 西序二段91枚目 3–4      | 西序二段91枚目 3–4        | 西序二段92枚目 2–5        | 西序二段104枚目 4–3         | 西序二段70枚目 2–5      | 東序二段94枚目 4–3          |
| 2017年 （平成29年） | 東序二段57枚目 0–7      | 東序ノ口13枚目 引退 4–3–0 | x                         | x                           | x                       | x                           |
| 各欄の数字は、「勝ち-負け-休場」を示す。 優勝 引退 休場 十両 幕下 三賞：敢=敢闘賞、殊=殊勲賞、技=技能賞 その他：★=金星 番付階級：幕内 - 十両 - 幕下 - 三段目 - 序二段 - 序ノ口 幕内序列：横綱 - 大関 - 関脇 - 小結 - 前頭（「#数字」は各位内の序列） |                         |                           |                           |                             |                         |                             |

## 改名歴
- 丸山 定裕（まるやま さだひろ） 1986年3月場所
- 北斗龍 定裕（ほくとりゅう さだひろ） 1986年5月場所 - 2017年3月場所